# Morsbronn-les-Bains
Morsbronn-les-Bains es una localidad y comuna francesa, situada en el departamento de Bajo Rin en la región de Alsacia.
La comuna está ubicada en los límites del  Parque natural regional de los Vosgos del Norte.

## Historia
- El 6 de agosto de 1870, tuvo lugar en las cercanías la batalla de Frœschwiller-Wœrth que enfrentó a prusianos y franceses durante la Guerra franco-prusiana.[3]

## Demografía
| 511 | 514 | 541 | 540 | 585 | 522 | 568 | 567 | 690 | 681 | 680 |
| Para los censos de 1962 a 1999 la población legal corresponde a la población sin duplicidades (Fuente: INSEE [Consultar]) |     |     |     |     |     |     |     |     |     |     |